# Yolanda Pulecio Vélez
Yolanda Pulecio Vélez, née en 1936 ou 1939 à Bogota, est une femme politique et présidente d'ONG colombienne.

## Famille
Née d'un père colombien d'origine italienne, gynécologue à Bogotá, elle a étudié la médecine à Paris.
Elle est la mère d'Íngrid Betancourt, ancienne sénatrice de Colombie qui a été otage des FARC du 23 février 2002 au 2 juillet 2008. Elle a du reste écrit Íngrid, ma fille, mon amour qui a été publié chez Robert Laffont en 2006. 
Elle a été proche du sculpteur Fernando Botero, originaire de Medellín et alors aux affaires culturelles à la mairie de Bogota, avant  de se marier en 1959 avec Gabriel Betancourt, fils de propriétaires terriens colombiens. Il est ministre de l'Éducation quand elle le rencontre, et il deviendra ambassadeur en France, puis sous-directeur général de l'Unesco en poste à Paris.
Elle se sépare de Gabriel dans les années 80.

## Carrière
Elle participe en 1955 au concours national de beauté de Colombie.
Elle œuvre au Parti libéral colombien.
- Adjointe au maire de Bogotá, chargée des Affaires sociales et devient vite très populaire au sein des classes défavorisées
- Elle a fondé, en 1958, El Albergue Infantil de Bogotá dans le but de venir en aide aux enfants des rues. Cette ONG a reçu en 2006 le Prix des Nations unies Vienne pour la société civile[4].

## Œuvres
- Ingrid ma fille, mon amour ; Yolanda Pulecio Betancourt, Préface et traduction de Christiane Rancé, éditions Robert Laffont, 2006. (OCLC 76785018)

Publication en tant que parlementaire
- Código del menor, proyecto de ley ; Yolanda Pulecio; Bogotá : Cámara de Representantes, Fondo de Publicaciones, 1988. (OCLC 20963469)